# Духовшчински рејон
Духовшчински рејон (рус. Духовщинский район) административно-територијална је јединица другог нивоа и општински рејон на северу Смоленске области, у европском делу Руске Федерације.
Административни центар рејона је град Духовшчина. Према проценама националне статистичке службе, на подручју рејона је 2014. живело 15.522 становника или у просеку 5,95 ст/км².

## Географија
Духовшчински рејон обухвата територију површине 2.610 км² и на 6. месту је по површини међу рејонима Смоленске области. Граничи се са Демидовским рејоном на западу, на југозападу је Смоленски, а на југу Кардимовски рејон. На југоистоку и истоку су Холм Жирковски и Јарцевски рејон. На северу су рејони Тверске области.
Највећи део територије налази се на подручју благо заталасаног Духовшчинског побрђа који уједно и представља развође између сливова Дњепра (Црно море) и Западне Двине (Балтичко море). Најважнији водоток је река Хмост која и извире на овом подручју. Северни делови рејона су нешто нижи и јако замочварени, и ту се налазе два најкрупнија мочварна подручја Смоленске области: Свитска и Вервишка мочвара. Највеће језеро је Велисто.
Земљиште је углавном подзоластог типа, а под шумама је око 55% територија. Северним деловима рејона протежу се делови националног парка Смоленско појезерје, највећег на територији Смоленшчине.

## Историја
Претеча садашњег рејона био је Духовшчински (тада Духовски) округ Смоленске губерније формиран 1777. године. Округ је под тим именом формиран након што је окружно седиште премештено из варошице Каспља у Духовшчину. Округ је привремено био распуштен 1796, а поново је успостављен 1802. године. Године 1925. окружно седиште је премештено у село Јарцово, а самим тим и округ добија име Јарцевским.
У садашњим границама и под садашњим именом је од 1929, а формиран је од територија некадашњих Духовшчинског и Поречког округа.

## Демографија и административна подела
Према подацима пописа становништва из 2010. на територији рејона је живело укупно 16.658 становника, а око трећина популације је живела у административном центру. Према процени из 2014. у рејону је живело 15.522 становника, или у просеку 5,95 ст/км².
| 1959. | 1979. | 1989.  | 2002.  | 2010.  | 2014.   |
| ----- | ----- | ------ | ------ | ------ | ------- |
| ---   | ---   | 23.270 | 19.182 | 16.658 | 15.522* |

Напомена: према процени националне статистичке службе.
На територији рејона постоје укупно 229 сеоских и два градска насеља, подељених на 6 сеоских и две урбане општине. Административни центар рејона је град Духовшчина, док је највеће насеље варошица Озјорни, а у оба насеља је 2014. живело преко 9.500 становника.

## Привреда и саобраћај
Најважнија привредна делатност у рејону је пољопривредна призводња, посебно месно и млечно сточарство и узгој лана. У Озјорном се налази термоелектрана капацитета 630 МВт која за погонско гориво користи лигнит и природни гас (рус. Смоленская ГРЭС).